# Edo (delstat)
Edo är en delstat i södra Nigeria, på Nigerflodens västra sida. Delstaten bildades 1991 av den norra delen av den tidigare delstaten Bendel. Den södra delen av Bendel blev delstaten Delta.
Delstaten består av lågland i väst, med något högre landskap i norr. Dess högsta punkt är 570 meter över havet. Naturen består till stor del av tropisk regnskog.
Edo har betydande petroleumproduktion, men för övrigt är jordbruk den viktigaste näringsgrenen. Här odlas bland annat jams, maniok, oljepalmer, ris och majs. Viktiga handelsprodukter är gummi, timmer, palmolja och palmkärnor. Här finns även viss farmaceutisk industri och gummiindustri samt sågverk och möbelproduktion. Viss turism.